# Conversor de código
Un conversor de código puede hacerse simplemente conectando un decodificador a un codificador. Por ejemplo, podemos imaginar un decodificador de binario natural BCD, es decir, un descodificador con 4 entradas y 16 salidas de las que utilizamos 10 (las correspondientes a las combinaciones binarias en BCD de los dígitos decimales desde el 0 hasta el 9. Estas 10 salidas las conectamos a las entradas de un codificador de código binario Gray, el cual tendrá 4 salidas. Acabamos de hacer un conversor de código de BCD natural a binario Gray.
En resumen, se puede decir que un conversor de código es un elemento lógico que traduce una palabra de "n" bits a otra de "m" bits las cuales se refieren al mismo valor decimal, pero en "distintos códigos". En el ejemplo anterior los códigos son el binario natural y el Gray.
- Datos: Q5786192